# 콜라반도

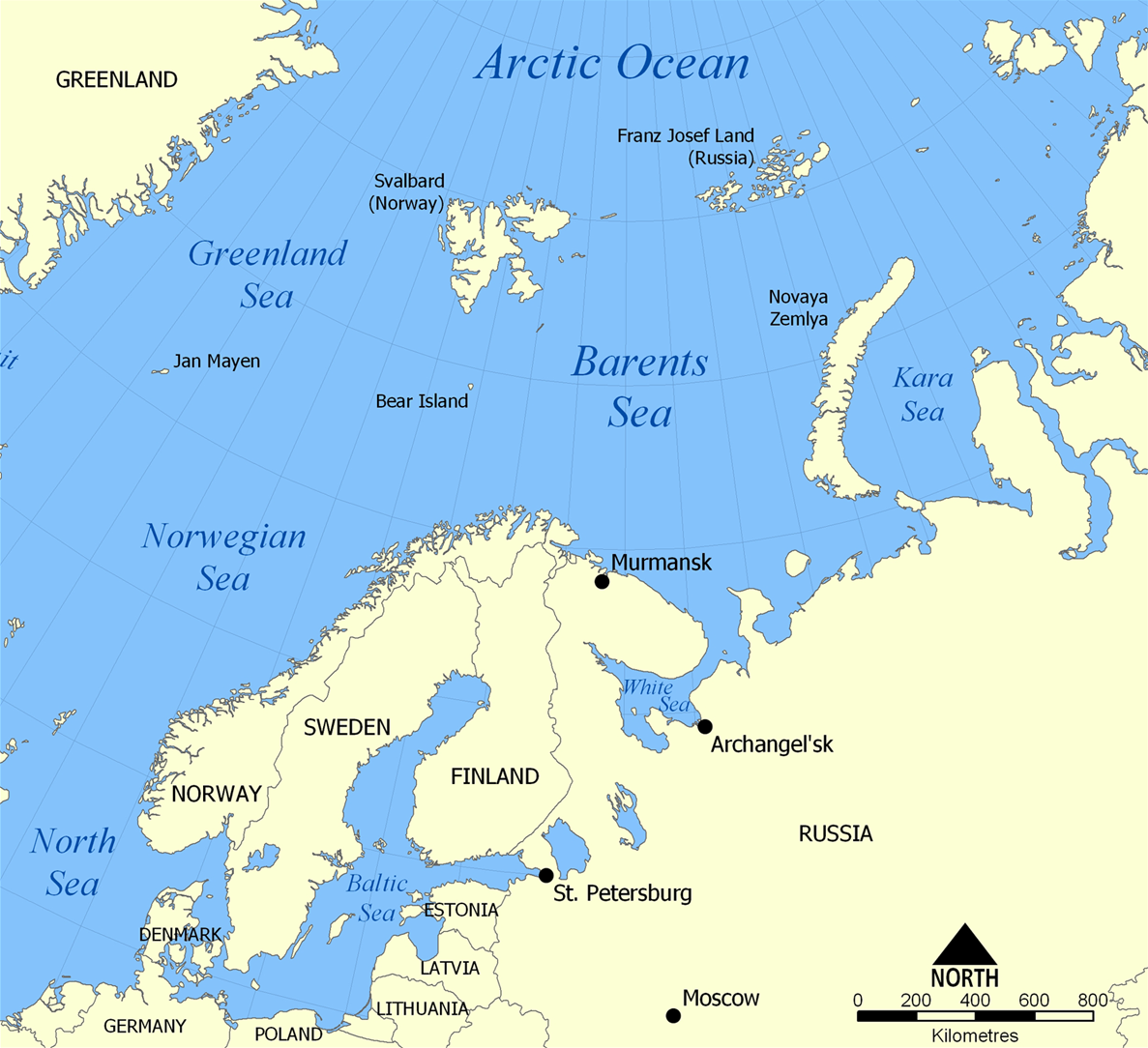
콜라반도

콜라반도(러시아어: Кольский полуостров, 핀란드어: Kuolan niemimaa, 북부 사미어: Guoládatnjárga, 문화어: 꼴스크 반도)는 러시아의 북쪽에 위치한 반도로 무르만스크주의 일부이다. 바렌츠해와 백해의 동부와 남부에 접해 있다. 서쪽의 접한 지역은 콜라만에 접한 이만트라호, 콜라호, 니바강이다.
면적은 100 000 sq km이다. 콜라반도 북쪽은 가파르고 험준한 지형이지만, 남쪽은 평지이고, 서쪽은 산지에 접해 있다. 북부는 난류의 형향으로 비교적 온화한 기후를 보이지만, 평균 기온은 1월에는 -10℃, 7월에는 10℃를 보인다. 남쪽은 타이가, 북쪽은 툰드라가 형성되어 있다.

## 설명
콜라반도는 러시아 북서쪽에 있는 반도이자 유럽에서 가장 큰 반도 중 하나이다. 무르만스크 주 영토의 대부분을 구성하는 이 지역은 거의 완전히 북극권 내에 위치하고 있으며 북쪽으로는 바렌츠 해, 동쪽과 남동쪽으로는 백해와 접해 있다. 반도에서 가장 인구가 많은 도시인 무르만스크의 인구는 약 270,000명이다.
인간은 이미 기원전 7~5천년에 반도 북쪽에 정착했지만, 나머지 영토는 다양한 민족이 남쪽에서 도착하기 시작한 기원전 3천년까지 사람이 살지 않았다. 서기 1천년까지는 사미족만이 남았다. 이러한 상황은 12세기에 러시아 포모르족이 반도의 풍부한 사냥감과 어류 자원을 발견하면서 바뀌었다. 얼마 지나지 않아 포모르족 뒤에는 노브고로드 공화국의 공물 수집가들이 뒤따랐고, 반도는 점차 노브고로드 땅의 일부가 되었다. 그러나 노브고로디안은 15세기까지 영구적인 정착지를 건설하지 못했다.
소련 시대(1917~1991)에는 급격한 인구 증가가 있었지만 새로 도착한 사람들의 대부분은 여전히 해안과 철도를 따라 도시화된 지역에 국한되어 있었다. 사미족은 로보제로(Lovozero) 및 기타 중앙화된 정착지로의 강제 이주를 포함해 강제 집단화를 겪었고, 주로 전략적 위치(소련의 얼음이 없는 대서양 연안)와 1920년대에 광대한 인회석 퇴적물이 발견되었다. 1991년 소련이 해체된 이후 경제는 쇠퇴했다. 인구는 1989년 1,150,000명에서 2010년 795,000명으로 감소했다. 반도는 21세기 초반에 어느 정도 회복되었으며, 북부 러시아에서 가장 산업적으로 발전되고 도시화된 지역으로 간주된다.
반도는 북쪽에 위치해 있음에도 불구하고 북대서양 해류(만류의 연장선)에 가깝기 때문에 겨울에는 유난히 기온이 높지만 육지와 바렌츠해 사이의 기온 차이로 인해 강풍이 불기도 한다. 여름은 다소 쌀쌀하며 7월 평균 기온은 11°C(52°F)에 불과하다. 반도는 남쪽은 타이가, 북쪽은 툰드라로 덮여 있으며 영구 동토층이 나무의 성장을 제한하여 관목과 풀이 우거진 풍경을 이루고 있다. 반도에는 소수의 포유류가 서식하고 있으며 강은 대서양 연어의 중요한 서식지이다. 참솜깃오리 개체군을 보호하기 위해 설립된 칸달락샤 자연보호구역은 칸달락샤 만에 위치해 있다. 반도에는 지구에 뚫린 가장 깊은 구멍인 콜라 슈퍼딥 시추공(Kola Superdeep Borehole)이 있는 곳이기도 하다.

## 같이 보기
- 콜라 시추공
- 사프미